# Rüdiger Süß
Rüdiger Süß (* 1. Juli 1972 in Erlabrunn; † 8. Mai 1998 in Linz, Oberösterreich) war ein deutscher Rallyefahrer, der in Bernsbach wohnte.

## Karriere
Rüdiger Süß fuhr seit 1994 zusammen mit seinem älteren Bruder Olaf Süß in der Deutschen-Rallye-Meisterschaft und in der Deutschen Cinquecento Trofeo. Die größten Erfolge waren unter anderem mehrere zweite Plätze bei der Rallye-Europameisterschaft in der Cinquecento-Klasse.

## Tödlicher Unfall
Am 1. Mai 1998 ereignete sich beim Europameisterschaftslauf zur 9. Internationalen Pyhrn-Eisenwurzen Rallye im österreichischen Kirchdorf an der Krems ein folgenschwerer Unfall. Auf der ersten Wertungsprüfung rutschte der Fiat Cinquecento der Gebrüder Süß mit der Beifahrerseite gegen eine Betonmauer.
Bei diesem Unfall starben der Beifahrer und Bruder Olaf noch an der Unfallstelle. Rüdiger Süß wurde so schwer verletzt, dass er nach einer Woche im Klinikum in Linz an den Folgen seiner Verletzungen starb. Die Brüder Rüdiger und Olaf wurden auf dem Friedhof von Bernsbach im Erzgebirgskreis begraben.